# Il était une fois... les Amériques
Il était une fois... les Amériques é uma Série de desenho animado Francesa de 1991 dirigida por Albert Barillé. Em Portugal foi emitido pela RTP.

## Enredo
A série, é dirigida para crianças, conta a história do continente americano através de todos os seus acordos entre (Esquimós, Astecas, Incas, etc.) e seus eventos históricos (conquista do Oeste, Guerra da Independência dos Estados Unidos, etc.).

## Episódios
1. Os Primeiros Americanos
2. Os Caçadores
3. Os Conquistadores do Grande Norte
4. A Terra Prometida
5. Os Construtores de Túmulos
6. Os Astecas antes da Conquista
7. O Sonho de Cristóvão Colombo
8. América!
9. Cortes e os Astecas
10. Viva o México!
11. Pizarro e o Império Inca
12. Jacques Cartier
13. A Era dos Conquistadores
14. Champlain
15. Inglaterra e as 13 Colônias
16. Os Índios no Século XVII
17. Os Índios no Século XVIII
18. O Fim do Sonho Francês
19. As 13 colônias para a independência
20. A Guerra da Independência
21. Ebony Wood (a escravidão)
22. Os Pioneiros
23. Simon Bolivar
24. A Corrida do ouro
25. Fim do povo indiano
26. Para o século XX